# Compsodon helmoedi
Compsodon helmoedi és una espècie extinta de sinàpsid de la superfamília dels emidopoïdeus que visqué al sud d'Àfrica durant el Permià superior. Se n'han trobat restes fòssils a Sud-àfrica i Zàmbia. Es tracta de l'única espècie coneguda del gènere Compsodon. Era un dicinodont petit, tot i que relativament gros per a un emidopoïdeu. El crani de l'holotip feia 100 mm de llargada a la base.